# Faramir Tuk
Faramir Tuk era un hobbit de la La Comarca, hijo de Peregrin Tuk y Diamante de Quiebra Larga y el trigésimo tercer Thain de la Comarca.

## Historia
Faramir Tuk nació en 10 C. E. (1430 C. C.) casándose con Rizos de Oro Gamyi, tercera hija de Samsagaz Gamyi y Rosita Coto, en 42 C. E. (1463 C. C.). Se convirtió en Thain de la Comarca en 63 C. E. (1484 C. C.) después de que su padre y Meriadoc Brandigamo se fueran a Edoras y Gondor. Pippin llamó a su hijo Faramir en honor al hermano de Boromir, Faramir de Gondor. Faramir Tuk murió en 112 C. E..
- Datos: Q12297499